# Mugwump (videojoc)
Mugwump és un videojoc primitiu on l'usuari té la tasca de trobar quatre "Mugwumps" que estan ocults aleatòriament en una graella de 10x10. És un videojoc textual programat en BASIC.

## Desenvolupament
Mugwump va ser programats per estudiants de Bud Valenti del Projecte SOLO a Pittsburgh, Pennsilvània i després modificat per Bob Albrecht de People's Computer Company. Va aparèixer una mostra en execució en l'exemplar People's Computer Company Journal Vol. 1 Núm.3 el febrer de 1973 i el codi font va ser publicat en el Vol. 1 Núm. 4 de l'abril de 1973. El codi font es va publicar de nou a Vol. 3 Núm. 1 el setembre de 1974. Mugwump va ser posteriorment inclòs en el llibre BASIC Computer Games.